# Данте (Devil May Cry)
Да́нте (яп. ダンテ Дантэ, англ. Dante), также известный как То́ни Ре́дгрейв (яп. トニー・レッドグレイブ) — персонаж и главный герой игровой серии Devil May Cry, разработанной и изданной японской компанией Capcom. В одноимённой игре 2001 года Данте предстаёт как охотник на демонов, посвятивший свою жизнь уничтожению сверхъестественных существ, которых он винит в смерти своей матери Евы и старшего брата-близнеца Вергилия. Он унаследовал демонические силы от отца, легендарного тёмного рыцаря Спарды; в бою Данте комбинирует эти способности с различным огнестрельным оружием. Помимо игровой серии, персонаж появлялся в ранобэ и манге по мотивам франшизы, а также в аниме «Демон против демонов» (2007). В других играх Данте фигурировал в качестве гостевого персонажа. Начиная с 2005 года его постоянно озвучивает Рубен Лэнгдон, который также сыграл Данте с помощью технологии захвата движения.
Персонаж был назван в честь итальянского поэта Данте Алигьери. Дизайнер игры Devil May Cry Хидэки Камия задумывал его как «крутого и стильного» мужчину и при создании брал за основу образ главного героя манги Cobra. В ответ на критику игры Devil May Cry 2 (2003), где Данте стал более молчаливым и серьёзным, Capcom переосмыслила его личность в приквеле Devil May Cry 3: Dante’s Awakening (2005), показав молодого и самонадеянного Данте; в последующих играх, события которых разворачиваются после второй части, Данте сохранил полюбившийся фанатам серии образ. В игре-перезапуске DmC: Devil May Cry (2013) Ninja Theory создали новую версию Данте, отличающуюся от классической.
Критики и фанаты высоко оценили дерзкого охотника на демонов от Capcom, а также исполнившего его роль Рубена Лэнгдона, из-за чего Данте считается одним из культовых персонажей компьютерных игр; в то же время, версия протагониста из DmC получила неоднозначный приём, так как игровой прессе и поклонникам серии не понравился её редизайн, в частности отсутствие фирменных белых волос.

## Создание

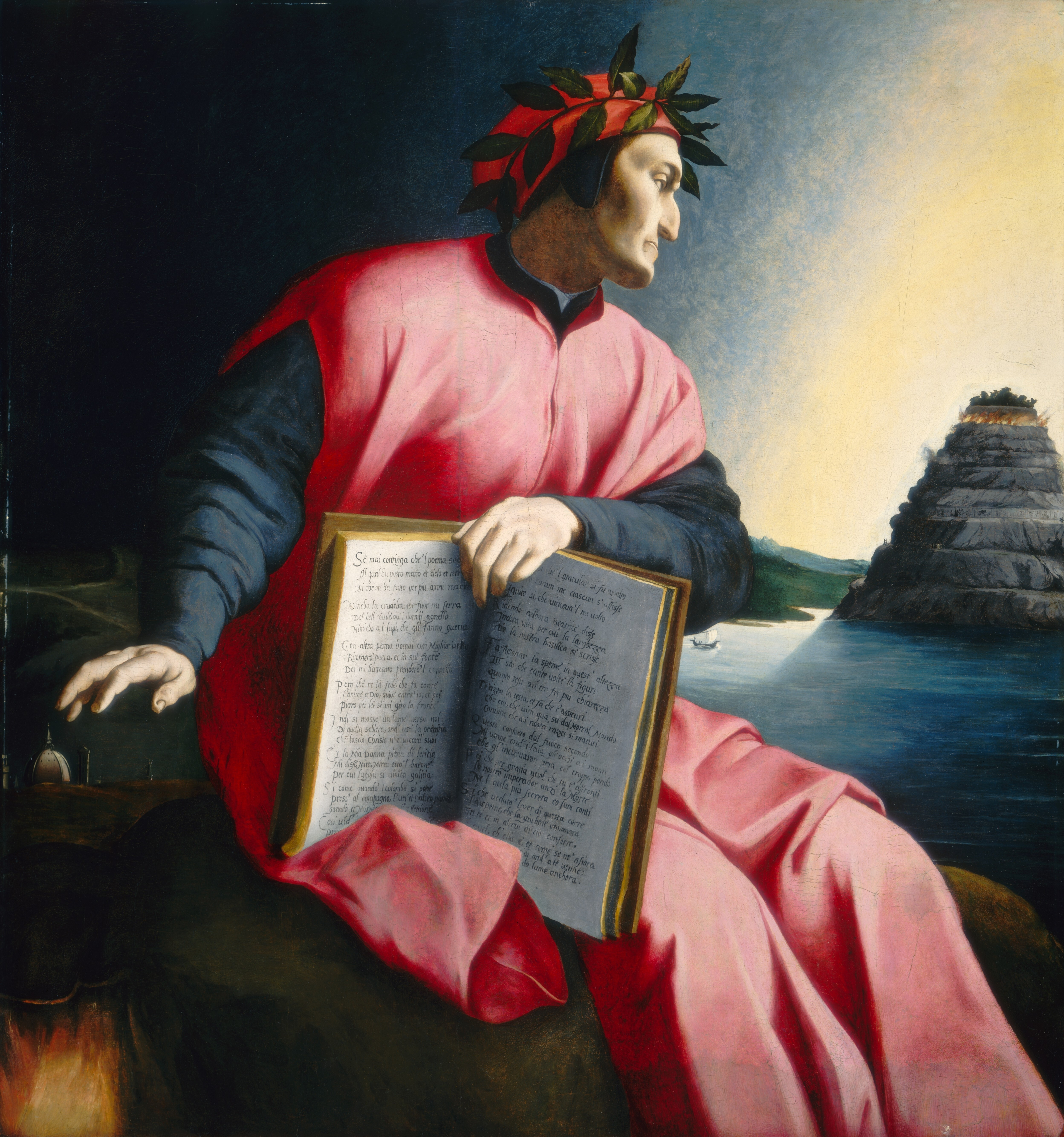
Данте был назван в честь итальянского поэта Данте Алигьери, наиболее известного как автора «Божественной комедии»

Данте дебютировал в Devil May Cry, игре, которая изначально задумывалась как часть другой серии Capcom — Resident Evil. Создатель франшизы Хидэки Камия переосмыслил сюжет игры, взяв за основу поэму «Божественная комедия», написанную Данте Алигьери. Изначально Данте был полицейским западного происхождения. Его оригинальное имя Тони Редгрейв отсылало к одному из ключевых героев Resident Evil Крису Редфилду. По словам Камии, при создании личности Данте он вдохновлялся главным героем манги Cobra от Буити Тэрасавы. Чтобы сделать персонажа более «стильным» и «эффектным», дизайнер дополнил его образ длинным плащом. Также Камия считал, что Данте стал ещё «более крутым» из-за отсутствия привычки курить. В отличие от другого созданного Камией персонажа, Леона Кеннеди, который носил синюю одежду, у Данте были красные костюмы; многие герои различных японских произведений также одевались в красное.
Камия описал Данте как «хорошего собутыльника», человека, который не станет хвастаться и расположит к себе других людей «какой-нибудь нелепой, ребяческой шуткой». На вопрос о том, задумывалась ли Триш только как возлюбленная Данте, Камия ответил, что она значит для него гораздо больше. Ключевыми чертами образа Данте, по мнению Камии, являются «хладнокровие» и «веселье». Хотя Камия не писал первые два ранобэ по мотивам Devil May Cry, он признался, что интерпретация Данте от Синьи Гойкеды соответствует его представлению о персонаже. Изначально, когда Данте задумывался как Тонни Редгрейв, он не использовал в бою меч.
Разработчики Devil May Cry создавали анимации акробатических и боевых способностей Данте с нуля. Камия предоставил дизайнеру Макото Цутибаяси творческую свободу при создании Данте, но впоследствии отверг некоторые из его концепт-артов. Цутибаяси сформировал его костюм из элементов одежды различных сотрудников Capcom. Художник подготовил множество эскизов дьявольской формы протагониста, с несколькими формами крыльев и лица. Цутибаяси также придумал дизайн более зрелого Данте, который больше напоминал Вергилия. У дизайнера не возникло трудностей с созданием внешности Данте, так как у него не было указаний от руководства отталкиваться от характера героя.
Руководитель разработки Devil May Cry 5 Хидеаки Ицуно заявил, что при работе над персонажами игры он вдохновлялся меха-аниме, которое смотрел в молодости: например, он построил подсюжет Данте на основе арок героев аниме и назвал его поражение от руки Уризена и появление новых сил и меча одними из ключевых событий Devil May Cry 5.

### Образ
Данте — наёмник и частный сыщик, который специализируется на сверхъестественных явлениях и предпочитает выполнять заказы на убийство демонов. В различных медиа по франшизе Devil May Cry и других сторонних проектах он изображается как человек с атлетическим телосложением, серебристо-белыми волосами и ярко-голубыми глазами, который обычно носит красный плащ или тренчкот. В бою Данте использует как огнестрельное оружие — в основном парные полуавтоматические пистолеты «Эбони» и «Айвори» (エボニー&アイボリ) с бесконечным количеством патронов, — так и оружие ближнего боя, из которого наиболее известным является меч «Мятежник» (リベリオン, Риберион), подарок от отца Данте; по мере прохождения игр в распоряжение Данте попадает различное оружие из душ могущественных демонов. Часть арсенала Данте создала оружейник Нелл Гольдштейн. Протагонист обладает сверхчеловеческими силой, регенерацией, ловкостью, выносливостью, рефлексами, координацией и устойчивостью к травмам, так как является полудемоном. Данте может также трансформироваться в демона: в этом состоянии возрастают его физическая сила и скорость, появляются дополнительные способности, такие как левитация, и восстанавливается здоровье.
Он — один из сыновей-близнецов Спарды, легендарного тёмного рыцаря-демона, который встал на сторону человечества и отразил вторжение демонов в мир людей примерно за 2000 лет до начала событий первой игры. После смерти/исчезновения Спарды Данте и Вергилий воспитывались их матерью Евой. Когда братья были детьми, их дом атаковали демоны, которые убили Еву на глазах у Данте. Из-за этого Данте возненавидел потусторонних существ и стал охотником на демонов. В сражениях с ними он прибегает к насмешкам, будучи уверенным в своих силах. Его любимыми блюдами являются клубничное мороженое и пицца; в 2015 году Capcom выпустила ограниченный тираж Devil May Cry 4: Special Edition (2015) в коробках для пиццы.

### Изменения дизайна
После успеха первой части Devil May Cry Capcom начала разработку её сиквела, главным героем которого стал более зрелый Данте. Одному из продюсеров компании не понравился образ персонажа из прошлой игры, поэтому он потребовал сделать его более молчаливым. Разработчики хотели, чтобы Данте выглядел старше своего возраста, подразумевая, что в жизни протагониста произошло изменившее его личность драматическое событие. И Данте, и его компаньон Люсия носили одежду бренда Diesel.
При переосмыслении образа протагониста для третьей части серии Камия консультировался со сценаристом игры Бинго Морихаси. Камия считал, что в предыдущих проектах Devil May Cry Данте был слишком спокойным, поэтому он решил показать его более «диким», а также изменить имидж героя; в частности продюсер рассматривал вариант с курткой без рукавов. В конечном итоге Данте начал носить куртку поверх обнажённой груди, что сильно удивило прессу и фанатов. Помимо того, что имидж Данте подчёркивал его бунтарский характер, он также контрастировал с более официальным стилем Вергилия. Кроме того, в отличие от Данте, который орудовал широким «Мятежником» и носил красную одежду, Вергилий изображался как владелец японской катаны в синем костюме. Хотя дизайнеру персонажей Даиго Икэно нравился Данте, образ протагониста дался ему нелегко. За создание форм Данте в состоянии Devil Trigger (魔人化) отвечал Кадзума Канэко из компании Atlus. Дизайны Канэко впечатлили сотрудников Capcom, причём Икэно пришёл к выводу, что у них не возникнет проблем с созданием внутриигровых моделей. Изображения демонических форм Данте и Вергилия отсылали к стилистике японского шоу Super Sentai (1975). По задумке разработчиков, Данте был более лёгок в управлении, чем Вергилий, который обладал тяжёлыми в освоении, но зато более сильными атаками.
Дизайн Данте для Devil May Cry 4 (2008) придумал Тацуя Ёсикава, который охарактеризовал персонажа как «настоящую суперзвезду голливудских боевиков». По задумке Ёсикавы Данте должен был выглядеть на 30 или 40 лет. Дизайнер добавил к образу персонажа щетину, которая подразумевала, что Данте достаточно «крут», чтобы не заботиться о бритье. В Devil May Cry 4 Данте стал более эмоциональным человеком; среди основных черт личности героя Ёсикава выделил строгость и озорство. Кроме того, у него появились альтернативные костюмы. Продюсер проекта Хироюки Кобаяси придумал новое огнестрельное оружие для Данте — ящик Пандоры, который тот мог преобразовать в семь различных пушек, причём последняя из этих форм была больше самого Данте. При создании этого оружия продюсер вдохновлялся аниме «Макросс» и Gundam. По словам разработчиков, в этой части Данте получил больше оружия и экранного времени, чем они планировали изначально.
В трейлере к Devil May Cry 5 для выставки E3 2018 Capcom раскрыла новый дизайн Данте; этот образ понравился фанатам. Помимо итогового костюма персонажа были разработаны пять альтернативных. В этой игре «бывалый охотник на демонов» носил сшитую на заказ кожаную куртку, которая не сковывала его движения. Как и в Devil May Cry 4, Данте изображался как человек, которого не заботило мнение окружающих о его внешности. Разработчики подчеркнули, что внешний вид Данте даёт представление о его личности, и добавили: «[Данте] одичал не просто так».

### Личность
В Devil May Cry 2 легкомысленный Данте из первой игры стал более серьёзным и молчаливым персонажем. Разработчики считали, что, несмотря на изменение его личности, персонаж сохранил свою индивидуальность из оригинальной игры благодаря тем же характерным движениям и приёмам. За дизайн Данте в Devil May Cry 2 и Devil May Cry 3 отвечал Даиго Икэно. Во второй части он хотел сделать персонажа более привлекательным. По прошествии лет дизайнер был разочарован отстранённостью персонажа в игре. В приквеле к первой части, получившем подзаголовок Dante’s Awakening, Данте был показан более незрелым и высокомерным персонажем, чем в предыдущих проектах серии. Дизайнеры Devil May Cry 2 вернулись к работе над протагонистом в третьей части, взяв за основу его нового образа участников японской группы Johnnys. Молодой Данте носил куртку поверх обнажённой груди; по мнению разработчиков, этот образ хорошо подходил ему в те годы. Создатели игры хотели сделать его похожим на более зрелую версию из оригинальной игры, созданную Камией. С другой стороны, Морихаси отметил, что образ Данте из третьей части отличался от видения Камии. Несмотря на то, что сценарист прописывал персонажа на протяжении трёх игр, ему было трудно понять его. На основе истории Данте и его брата-близнеца Вергилия раскрывается одна из ключевых тем Devil May Cry 3 — тема семейной любви. Хотя изначально Данте рассматривал противостояние с демонами как повод развлечься, он был тронут решимостью Леди остановить её отца. В конечном итоге он ставит перед собой цель разрушить планы последнего, а также помешать Вергилию, намеревавшемуся открыть врата в мир демонов.
Перед выпуском Devil May Cry 4 Кобаяси отметил, что он и другие разработчики хотели, чтобы Данте был гораздо сильнее другого главного героя игры, Неро, чтобы показать разницу между «ветераном» и «новичком»; кроме того, Данте демонстрировал силу, которую он приобрёл после событий первой части и её сиквела. Руководство Capcom одобрило введение нового протагониста при условии, что в игре так или иначе появится Данте. Разработчики опасались негативных отзывов со стороны игроков, подобных тем, что последовали после замены главного героя серии Metal Gear Солида Снейка на новичка Райдена в игре Metal Gear Solid 2: Sons of Liberty (2001) от Konami. Чтобы не допустить этого, они попыталась сбалансировать силы Данте и Неро. Так как Данте и Неро были внешне похожи друг на друга, разработчики наделили их разными характерами, которые раскрывались во время их взаимодействия с другими персонажами: например, если Неро вёл себя серьёзно в совместных кат-сценах с Агнусом, то Данте высмеивал последнего в предшествующем битве музыкальном номере.
Ицуно считал, что в первых играх серии у Данте была простая мотивация: «победить того или иного плохого парня». Во время разработки Devil May Cry 5 создатели хотели сделать Данте более заинтересованным в происходящих в игре событиях. По словам Мэтта Уокера, в этой части Данте выяснял, связан ли Уризен с его братом Вергилием, благодаря чему личность охотника на демонов стала значительно глубже. Также создатели хотели подчеркнуть слабые стороны Данте с помощью сокрушительного поражения персонажа в бою против Уризена и уничтожения его меча «Мятежника»; благодаря этому у Данте появлялась возможность обзавестись новыми оружием и силой и взять реванш у главного антагониста игры. Кроме того, Данте и Неро стали относиться друг к другу с большим уважением, так как сдружились в конце предыдущей части. Кульминационное событие Devil May Cry 5, во время которого Неро пробуждает свою демоническую силу и останавливает сражение между Данте и Вергилием, должно было придать истории большую глубину. Ицуно также отметил, что с точки зрения игрового процесса Данте походит на свою раннюю версию из Devil May Cry 3. С другой стороны, Данте стал более зрелым в личностном плане, так как он продолжает защищать человечество и чтить наследие своего отца Спарды.

### Боевой стиль
Художник Юитиро Хираки задумывал Данте как «антигероя-нигилиста с небольшой примесью тьмы в характере»; этот образ пришёл ему в голову после ознакомления с ранним концепт-артом протагониста, созданным дизайнером персонажей Макото Цутибаяси. По изначальной задумке Хираки, Данте должен был охотно использовать свою демоническую силу под названием Devil Trigger. Вскоре после начала разработки игры Камия потребовал, чтобы Данте стал более «живым» персонажем; тогда же Хираки придумал образ «неисправимого шутника» и уменьшил его зависимость от Devil Trigger. Хираки стремился показать Данте стильным персонажем, когда тот использовал свой уникальный приём «Жало» (スティンガ, Сутинга) и пистолеты «Эбони» и «Айвори». Также разработчики вдохновлялись игровым процессом файтингов Virtua Fighter и Tekken. Идея с использованием дробовика перекочевала в другую хоррор-игру Capcom Resident Evil 4 (2005). Изначально Хираки считал, что сцены с применением оружия не могут быть зрелищными, однако изменил своё мнение после просмотра картины «Безумный Макс» (1979). По мнению Хираки, Данте стал уникальным персонажем благодаря своему боевому стилю, сочетающему в себе фехтование и стрельбу из пистолетов. Камия добавил в игру акробатику, двойные прыжки и левитацию в состоянии Devil Trigger, несмотря на то, что все эти элементы не вписывались в изначальную концепцию Devil May Cry; игровые дизайнеры столкнулись с трудностями реализации каждого из них. Чтобы сбалансировать силу двух главных героев Devil May Cry 4, разработчики сохранили все стили Данте из третьей части, причём игроки получили возможность менять их прямо во время боя.
Разработчики Devil May Cry 5 также хотели, чтобы Данте и Неро управлялись по-разному. Ицуно считал, что игрокам будет сложнее освоить игровой процесс за Данте из-за большого количества боевых стилей и оружия в его распоряжении. Первым придуманным альтернативным оружием стал комплект из перчаток и сапог под названием «Балрог», получивший своё название в честь героя серии Street Fighter. Создатели задумывали его как самое сложное в освоении средство ведения боя. Преобразованный в оружие мотоцикл «Кавалерия» был основан на одной из ранних иллюстраций к Devil May Cry 2.

### Версия Ninja Theory

Данте в DmC: Devil May Cry

Во время разработки перезапуска серии под названием DmC: Devil May Cry итальянский художник Алессандро Таини полностью переработал дизайн Данте. Хотя изначально персонаж напоминал свою версию из прошлых игр, Capcom поручила Ninja Theory создать новый образ Данте, чтобы привлечь к франшизе внимание более молодой аудитории. По словам сценариста Мотохидэ Эсиро, новый Данте кардинально отличался от своего предыдущего воплощения, что очень не понравилось фанатам серии. Если оригинальный персонаж напоминал героя аниме, то версия из перезапуска создавалась как персонаж европейского происхождения. Дизайнеры подготовили несколько вариантов нового образа персонажа и в конечном итоге остановились на том, что был вдохновлён фильмом «Тёмный рыцарь» (2008) от режиссёра Кристофера Нолана. Таким образом, Данте начал носить куртку, длина которой достигала поясницы, волосы персонажа стали тёмными и короткими, а его форма в состоянии Devil Trigger напоминала версию из оригинальной серии. На всех ранних концепт-артах Таини Данте был изображён со своими традиционными серебристо-белыми волосами, однако руководство Capcom хотело «чего-то нового». Дизайн-директор Тамим Антониадес опроверг слухи о том, что новый Данте был создан по его образцу.
В этой игре Данте представал как неопытный и одержимый ненавистью молодой человек; в сражениях он больше походил на участника уличной драки, чем на опытного фехтовальщика. Так как центральное место в сюжете DmC: Devil May Cry занимало восстание, действия Данте были обусловлены достижением этой цели. По словам Антониадеса, разработчики хотели, чтобы «игроки чувствовали себя такими же крутыми, как и сам Данте, во время игры за него»; дизайн-директор добавил, что «классический» Данте носил нелепый костюм, который «осмеяли бы в любом баре за пределами Токио». Антониадес заявил, что оригинальный Данте уже не выглядел так же круто, как и раньше, и сравнил его с заглавной героиней другой игры Камии под названием Bayonetta (2008), назвав её образ «карикатурным». В ответ на критику нового образа персонажа Антониадес заявил, что разработчики не будут менять дизайн Данте, который вписывается в сеттинг игры.

### Исполнение
В первой части Devil May Cry Данте озвучил Дрю Кумбс. Он с радостью согласился поработать над этим проектом, так как ему впервые довелось озвучить персонажа компьютерной игры. Актёру понравился процесс записи реплик, который он назвал «увлекательным». По словам Кумбса, когда представители Capcom предложили ему ознакомиться со сценарием, они презентовали Devil May Cry как спин-офф Resident Evil. Актёр отметил, что во время записи он ориентировался на находящиеся перед его глазами раскадровки. Перед Кумбсом стояла задача «оживить [Данте] своим голосом».
Начиная с третьей части, во всех последующих проектах серии и большинстве сторонних игр Данте озвучил Рубен Лэнгдон, который также сыграл персонажа с помощью технологии захвата движений. Лэнгдон прошёл четыре прослушивания на эту роль, прежде чем Capcom утвердила его. Хотя актёр играл в первую часть серии, он не знал, насколько она была популярна. Незадолго до выхода Devil May Cry 3 Лэнгдон отметил, что фанаты были недовольны подростковым образом Данте, но после релиза проекта выступил с противоположным мнением, сказав, что новый образ завоевал поклонников. Лэнгдон остался доволен полученным при работе над игрой опытом и назвал её протагониста «одним из самых сложных, бесящих, но в то же время сто́ящих персонажей из тех, кого он когда-либо играл». Во время исполнения роли Данте Лэнгдон столкнулся с некоторыми трудностями и высказывал благодарность режиссёру дубляжа Мэри Элизабет Макглинн и Ютаке Масебе из ADR Production за помощь в их преодолении. Он выразил желание вновь сыграть персонажа в Devil May Cry 4. GamesRadar+ назвал Лэнгдона лучшим из всех актёров, которые озвучивали Данте, отметив, что голоса двух других не очень подходили данному герою. С этим мнением согласился рецензент Anime News Network, который с похвалой отозвался об игре Лэнгдона в аниме-сериале. IGN отдал предпочтение английской версии дубляжа, нежели оригинальной, японской.
У Лэнгдона возникли трудности с записью движений для Devil May Cry 3: они с представителями Capcom расходились в представлениях о Данте, однако в конечном итоге актёр настоял на собственном видении персонажа. При работе над четвёртой частью он получил задачу изобразить протагониста схожим образом, но при этом показать его более зрелым. Лэнгдон взял за основу персонажа аниме-сериала «Гиперпространственная крепость Макросс» (1986) Роя Фокера, который был ровесником Данте. Больше всего актёру понравилась сцена, в которой его герой насмехается над одним из антагонистов игры, Агнусом: в ней он представлял собственную версию японской пьесы, которую первоначально ставил Юдзи Симура.
Devil May Cry 5 была первой игрой серии, сценарий которой не понравился Лэнгдону, несмотря на то, что он остался доволен персонажами и сюжетом в целом. По мнению актёра, изначальные диалоги были «ужасными», поэтому часть из них пришлось переписать. Переводчик Майк Нкнамара учитывал мнение Лэнгдона во время адаптации реплик Данте. Кроме того, Лэнгдон принимал непосредственное участие в этом процессе наряду с исполнителями ролей Вергилия и Неро — Дэном Саутвортом и Джонни Йонгом Бошем. Актёр счёл Данте более пафосным персонажем, чем Неро, на что повлияло исполнение Боша. В одной из сцен Данте пародировал лунную походку, однако Лэнгдон не смог исполнить эту танцевальную технику с помощью захвата движения, и в результате его подменил дублёр, известный как «Сибата».
В японском дубляже игр серии Devil May Cry и других не относящихся к франшизе проектах Данте озвучил сэйю Тосиюки Морикава. По мнению Морикавы, игроки полюбили Данте за его смелость и равнодушие к деньгам. Сэйю также шутил, что Данте может вызвать симпатию у женщин только за счёт своих боевых навыков, так как в повседневной жизни он менее удачлив и постоянно думает о еде. В то же время Морикава отметил сексуальную привлекательность персонажа.
Тим Филлиппс записал реплики и движения Данте для DmC: Devil May Cry. Антониадес быстро утвердил его кандидатуру во время прослушивания. Актёр не был знаком с франшизой и ничего не знал о её перезапуске до выхода тизера. Филлиппс был разочарован тем фактом, что DmC не является онлайн-игрой, так как, по словам актёра, в подобных проектах он лучше раскрывает свой талант. Филлипсу понравился образ Данте: помимо того, что он смог понять этого персонажа, ему было приятно играть его с помощью захвата движений. Актёр ошибочно считал, что DmC была приквелом, а не перезапуском франшизы.

## Появления

### СерияDevil May Cry
В игре Devil May Cry Данте нанимает таинственная женщина по имени Триш, похожая как две капли воды на его покойную мать, чтобы предотвратить возвращение короля демонов Мундуса. Впоследствии выясняется, что Триш в действительности является сторонницей Мундуса, который приказал ей заманить Данте в свой замок, наполненный множеством верных ему слуг. В их числе оказывается воин в доспехах по имени Нело Анджело, под маской которого скрывается порабощённый брат-близнец Данте Вергилий. В конечном итоге Данте побеждает Вергилия и подбирает упавший с его тела амулет, необходимый для воссоздания наследия их отца, меча «Спарда» (スパーダ, Супада). Затем Данте побеждает напавшую на него Триш, но, в отличие от других слуг Мундуса, решает пощадить её. Когда Мундус предпринимает попытку убить Данте, Триш передаёт последнему свою силу, в результате чего тот окончательно уничтожает короля демонов. Данте и Триш становятся партнёрами по бизнесу и переименовывают агентство по уничтожению демонов в Devil Never Cry.
В Devil May Cry 2, события которой разворачиваются после окончания первой части, Данте помогает девушке по имени Люсия остановить Ария, богатого промышленника, который намеревается захватить мир при помощи своей демонической силы. После победы над ним Данте отправляется в мир демонов, чтобы предотвратить освобождение очередного могущественного врага. Врата в потусторонний мир закрываются за ним, из-за чего он попадает в ловушку. Не имея возможности вернуться назад, Данте продолжает свой путь верхом на мотоцикле.
Devil May Cry 3: Dante’s Awakening выступает приквелом к первой части и посвящён первым дням более молодого и дерзкого Данте в качестве охотника на демонов. Он противостоит Вергилию, намеревающемуся открыть портал в мир демонов, чтобы получить силу их отца Спарды. Данте знакомится с Леди, которая, в свою очередь, выслеживает своего отца Аркхема — партнёра Вергилия, преследующего собственные цели. Со временем Данте проникается отвагой и семейными ценностями Леди и становится более зрелым и ответственным. Потерпев поражение от руки Данте, Вергилий решает остаться в мире демонов и бросает вызов Мундусу. Данте выбирает название для своего недавно открывшегося агентства — Devil May Cry, когда Леди заявляет ему, что и «дьявол может плакать».
В Devil May Cry 4, действие которой происходит после событий Devil May Cry и Devil May Cry 2, Леди нанимает Данте и Триш, чтобы остановить Санктуса — лидера религиозной организации «Орден Меча», члены которой поклоняются Спарде, — намеревающегося наполнить мир демонами и захватить его. Для этого Данте прерывает мессу и, по всей видимости, убивает Санктуса, однако на его пути встаёт обладатель демонической руки по имени Неро. После небольшого столкновения с ним Данте отступает, убеждая молодого человека, что Орден — не то, чем кажется. Некоторое время спустя Данте и Неро сходятся в поединке во второй раз, но в конечном итоге становятся союзниками. Данте вверяет Неро меч Вергилия «Ямато». Когда Санктус поглощает Неро, чтобы наполнить его силой своё абсолютное оружие под названием «Спаситель», Данте освобождает молодого человека и его возлюбленную Кирие из заточения. После поражения Санктуса и «Спасителя» Данте даёт разрешение Неро оставить «Ямато» себе.
В Devil May Cry 5 загадочный человек по имени Ви нанимает Данте для убийства могущественного демона Уризена, однако охотник на демонов терпит поражение. Хотя Данте удаётся выжить благодаря силе меча «Спарда», который скрывал его присутствие, весь следующий месяц он проводит в коме. Впоследствии Ви пробуждает его для противостояния с армией Уризена. При помощи «Мятежника» Данте поглощает «Спарду», в результате чего приобретает новые демонические силы, достаточные, чтобы соперничать с Уризеном, вместе с клинком под названием «Данте» (ダンテ). Узнав, что за личностью Уризена скрывается демоническая половина его брата Вергилия, который также является родным отцом Неро, Данте пытается отговорить племянника от участия в этом противостоянии. Когда Данте побеждает Уризена, Ви сливается с последним, что приводит к возвращению Вергилия. Данте бросает вызов своему брату-близнецу, и они готовятся убить друг друга, однако их сражение прерывает Неро, и после победы над ослабленным отцом он смог убедить родственников отбросить разногласия. Братья отправляются в подземный мир, чтобы отрезать источник появления новых демонов — корень Клипота — и запечатать портал с помощью Ямато, доверив Неро защищать мир людей. После уничтожения Клипота Данте и Вергилий вновь сходятся в бою, но теперь не как заклятые враги, что стремятся уничтожить друг друга, а в качестве дружеских соперников, параллельно отбиваясь от атакующих их демонов.
Данте — протагонист мобильной игры Devil May Cry: Pinnacle of Combat (2021). Игроки критиковали разработчиков Yunchang Games за презентованный ими ранее дизайн Данте, в результате чего создатели Pinnacle of Combat пообещали изменить образ главного героя после завершения бета-тестирования проекта.

### DmC: Devil May Cry
В перезапуске серии DmC: Devil May Cry образ Данте был кардинально переосмыслен. Однажды он попадает в Лимбо, искажённое отражение реального мира, где на него нападают демоны. Данте знакомится со своим братом-близнецом Вергилием, лидером группы повстанцев под названием «Орден», члены которой стремятся очистить мир людей от демонов во главе с их королём Мундусом, ранее убившим мать близнецов Еву и заключившим в тюрьму их отца Спарду. Также целью Мундуса являются сами Данте и Вергилий, оказавшиеся нефилимами — потомками ангела и демона, способными уничтожить князя тьмы. Данте объединяет усилия с Вергилием, чтобы остановить Мундуса, которого они в конечном итоге побеждают и освобождают человечество из-под власти демонов. Тогда же Вергилий раскрывает свои истинные намерения — править миром вместе с Данте. Это приводит к сражению между братьями. Данте выходит победителем и решает сохранить жизнь Вергилию. В DLC Vergil’s Downfall появляется копия Данте, которую Вергилий побеждает в бою. Также Данте появляется в мобильной игре Devil May Cry: Peak of Combat (2024).

### Другие игры
Данте является игровым персонажем в нескольких проектах, не являющихся частью франшизы Devil May Cry. В серии Viewtiful Joe, также созданной Камией, он играбелен в версии Viewtiful Joe (2003) для PlayStation 2 и версии Viewtiful Joe: Red Hot Rumble (2005) для PlayStation Portable. В обеих играх он часто пересекается с Аластором, живым воплощением одноимённого меча в Devil May Cry. Данте появляется как антагонист и необязательный союзник в расширенной версии Shin Megami Tensei III: Nocturne (2003) с подзаголовком Maniax. Представители из компании-разработчика Atlus пришли к выводу, что Данте хорошо впишется в сюжет игры, и убедили руководство Capcom позволить им добавить его в проект. В издании Maniax Chronicle Данте заменяет персонаж Райдо Кузуноха XIV. В версии HD Remaster он становится доступен после приобретения платного DLC. Морикава и Лэнгдон вновь озвучили Данте в HD Remaster.
Изначально Данте должен был появиться в SNK vs. Capcom: SVC Chaos (2003), однако в итоге был вырезан из игры. В SNK vs. Capcom: Card Fighters DS (2006) есть карта персонажа. Во второй раз в роли игрового персонажа файтинга Данте появляется в Marvel vs. Capcom 3: Fate of Two Worlds (2011), а также присутствует в её продолжении Marvel vs. Capcom: Infinite (2017). В Infinite также есть его версия из DmC в качестве альтернативного скина.
Данте должен был появиться в Soulcalibur III (2005), но не попал в финальную версию игры. Он является одним из игровых персонажей в тактической ролевой игре Project X Zone (2012), где состоит в команде с персонажем серии Darkstalkers Демитрием Максимоффым. Он возвращается в её сиквеле Project X Zone 2 (2015); там его напарником является Вергилий. Данте из DmC появляется в качестве одного из игровых персонажей PlayStation All-Stars Battle Royale (2012), что вызвало недовольство фанатов классической версии персонажа. Также Данте фигурирует в других проектах Capcom — мобильном файтинге Puzzle Fighter (2017) и карточной игре Teppen (2019). Он является гостевым персонажем в игре для мобильных телефонов от компании Atlus под названием Shin Megami Tensei: Liberation Dx2 (2018). В качестве загружаемого контента Данте появляется в проектах серии Monster Hunter, а также играх Sengoku Basara 4 (2014) и Street Fighter V (2016). 29 июня 2021 года Данте был добавлен в Super Smash Bros. Ultimate (2018) в качестве альтернативного скина Mii Fighter.

### В других медиа
Данте появляется в других средствах массовой информации, связанных с игровой серией, включая два ранобэ за авторством Синьи Гойкеды. По сюжету первого из них, молодой Данте под псевдонимом Тони Редгрейв преследует таинственного убийцу; второй представляет собой приквел к Devil May Cry 2 и повествует о поисках демонической статуи. В новеллизации Бинго Морихаси к Devil May Cry 4 было расширено участие Данте в игре, а также описаны его мысли относительно родства Неро и Вергилия. Молодым годам Данте посвящена манга Devil May Cry 3 от издательства Dreamwave Productions, предшествующая событиям одноимённого проекта. В аниме-сериале «Демон против демонов» (2007) Данте защищает маленькую девочку по имени Пэтти Лоуэлл и спасает её мать от охотившихся за её семейной реликвией демонов. Данте из DmC фигурирует в комиксе-приквеле к игре под названием The Chronicles of Vergil; там он получает меч «Мятежник» для сражения с демонами. На основе аниме-сериала были созданы две аудиодрамы на компакт-дисках, повествующие об отдельных противостояниях Данте с демонами. В 2019 году Томио Огата написал мангу, в которой раскрываются обстоятельства знакомства Данте с Ви перед началом Devil May Cry 5.
В пьесе Sengoku Basara vs. Devil May Cry Данте сыграл Хироки Судзуки, а в мюзикле Devil May Cry: The Live Hacker его роль исполнил Рёма Баба. Компании Toycom и Kaiyodo выпустили линейки фигурок героев по мотивам игровой серии, одним из которых был Данте.

## Восприятие

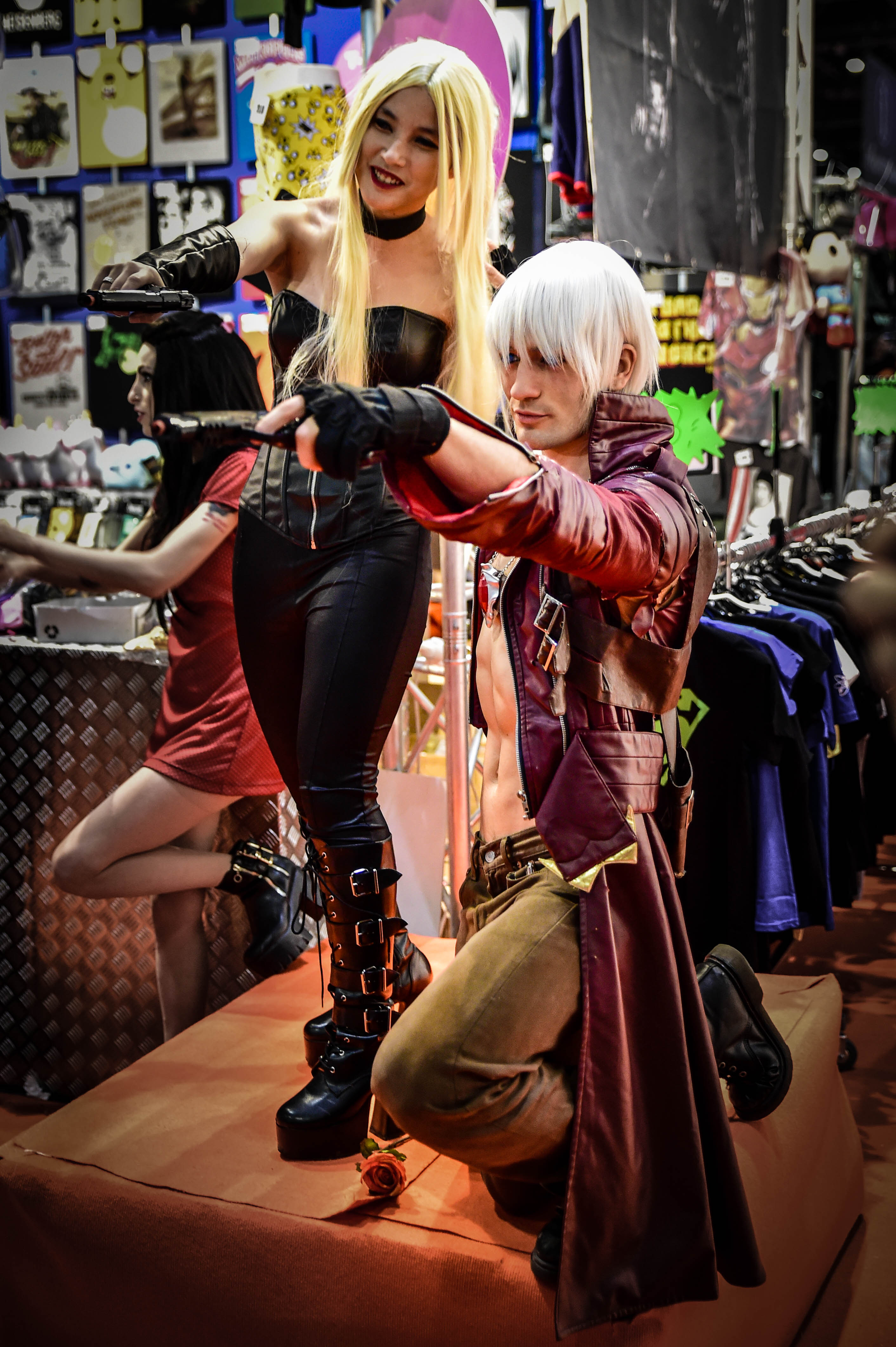
Косплей Данте и Триш на выставке London Comic Con 2015

В различных публикациях, посвящённых игровой индустрии, в том числе Guinness World Records Gamer’s Edition 2011 года, Данте получил признание как один из величайших персонажей компьютерных игр. Game Informer назвал его «одним из самых крутых персонажей» после его первого появления и выделил на фоне героев франшизы Resident Evil. В рамках маркетинговой кампании Devil May Cry 5 Capcom выпустила ограниченный тираж копий куртки персонажа для японских игроков. В другой рекламной акции Sony использовала образ Данте, которого вновь озвучил Морикава, для продажи пиццы. В Японии распространялись ограниченные издания игры, в комплекте с которыми продавалась копия куртки Данте. По мнению PSU, несмотря на изменение образа Данте в различных играх серии, персонаж не растерял свою привлекательность и индивидуальность. GamesRadar+ охарактеризовал Данте как «парня, за которого всегда будет чертовски интересно играть».
Алехандро Родригес из Национального автономного университета Мексики назвал путешествие Данте в Devil May Cry 3 «большой данью уважения „Божественной комедии“ Данте Алигьери»: так, Данте отправляется на противостояние со своим братом Вергилием, который открывает проход демонам в человеческий мир на вершине башни, олицетворяющей ад. На своём пути Данте сталкивается с такими мифическими демонами, как Цербер и Левиафан. Некоторые из существ, с которыми сражается Данте, олицетворяют семь смертных грехов. Марсель Поортиус и Фрэнк Г. Босман из Гейдельбергского университета отметили, что, будучи наполовину людьми и наполовину демонами, Данте и Вергилий привносят тонкий религиозный подтекст в сюжет игры. С другой стороны, в перезапуске от Ninja Theory этот подтекст более явный.
Meristation объяснил уникальность Данте среди других протагонистов игр в жанре hack and slash удачными дизайном и чертами личности, придуманными Камией. IGN описал его как «мрачного антигероя, который понравится даже самому депрессивному и сердитому подростку». Художник SNK Corporation Тацухико Канаока, более известный под творческим псевдонимом Falcoon, сравнил Данте с персонажем серии файтингов The King of Fighters Кеем, а обозревателю GameSpy его костюм напомнил манеру одеваться Винсента Прайса.
Также различные рецензенты отмечали сексуальную привлекательность героя. GamesRadar+ назвал его одним из самых сексапильных персонажей последнего десятилетия, добавив, что даже в сравнении с героинями Devil May Cry он был самым «горячим» за счёт своего мускулистого тела, волос, боевых способностей и дерзкого поведения. La Nueva España охарактеризовала его как «эфеба, источающего тестостерон из каждой поры» и включала в десятку «самых сексуальных компьютерных персонажей обоих полов». Logo TV поместил Данте на 17-е место среди «самых сексуальных персонажей-мужчин в видеоиграх». Авторы статей, посвящённых сексуальной привлекательности Данте, часто сравнивали его личность и поведение с заглавной героиней серии Bayonetta. Камия рассказал, что получал предложение от разработчиков Project X Zone 2 включить Байонетту в игру, однако отказался, желая, чтобы она и Данте встретились «на его собственных условиях». Впоследствии он пожалел о своём решении, так как осознал, что взаимодействие между персонажами понравилось бы их фанатам, и положительно высказался о возможности добавления героини в X Zone 3 в случае разработки проекта. Несмотря на гетеросексуальность персонажа, представители ЛГБТ-сообщества рассматривают его как гей-икону.
Кроме того, GamesRadar+ положительно оценил соперничество Данте и Вергилия. Критики одобрительно отзывались об отношениях между Данте и Неро в четвёртой части; они отмечали, что ни один из протагонистов не смог затмить другого, хотя фанатам Данте пришлось ждать второй половины игры, чтобы получить возможность управлять им. Destructoid положительно оценил влияние Вергилия как на Данте, так и на Неро, поскольку его брат и сын стали куда ответственнее, когда решили остановить исходящую от их родственника угрозу. USgamer указал на конфликт отцов и детей между Данте и Неро и критически отозвался о пренебрежительном отношением старшего охотника на демонов к младшему, несмотря на его благие намерения. Кроме того, Destructoid заявил, что Вергилий оказался более интересным персонажем, чем Данте из DMC, хотя и не таким приятным в управлении.
Принимая во внимание популярность персонажа и практику портирования игр Capcom на Nintendo Switch, в 2019 и 2020 годах многие игроки высказывали предположения о возможном включении Данте в загружаемый контент в файтинге Super Smash Bros. Ultimate от Nintendo. Ицуно подтвердил вероятность добавления Данте в игру в роли гостевого персонажа, однако отметил, что ни одна Devil May Cry так и не была выпущена на консолях Nintendo. Тем не менее, он указал, что уже существует прецедент с протагонистом Final Fantasy VII Клаудом Страйфом, игра с участием которого также не выходила на консолях Nintendo; он выразил надежду, что Данте пополнит число игровых персонажей Super Smash Bros. Ultimate. 29 июня 2021 года Данте был добавлен в игру в качестве альтернативного скина Mii Fighter, что вызвало недовольство у фанатов Devil May Cry в Твиттере, по мнению которых персонаж заслуживал большего.
Поклонникам серии и журналистом понравился новый образ Данте в трейлере к Devil May Cry 5. Рецензент GameSpot положительно высказался о его роли в сюжете и внешности, а VG247 назвал эту версию персонажа более «располагающей к себе» благодаря взаимодействию с другими героями. HobbyConsolas включил Данте в список «30 лучших героев за последние 30 лет». The Guardian отметил дерзкий характер протагониста, который был старше своих воплощений из предыдущих игр. Эту позицию разделило издание Metro, согласно которому кат-сцены с участием Данте и Неро смотрелись лучше благодаря динамике между обоими главными героями. PC Gamer высоко оценил новую шляпу Данте, ставшую украшением не только внутриигровых роликов, но и игрового процесса.
Ко всему прочему, прессе очень понравились взаимоотношения между Данте и его напарницами Триш и Леди. Inquirer с похвалой отозвался о дуэте Данте и Триш, которая, по мнению рецензента Александра Вильяфании, выглядела «влюблённой по уши» в главного героя к моменту заключения союза против Мундуса. Тодд Дугласс с DVD Talk дал положительную оценку отношениям между Триш, Данте и Леди в аниме-сериале, отметив, что ему больше хотелось наблюдать за ними, чем за противостоянием Данте с его противниками. По мнению обозревателя FandomPost, в аниме Данте вёл себя, как ребёнок, когда заходила речь о еде и деньгах, однако он по-прежнему оставался «великим персонажем». Otaku USA пришёл к выводу, что эта версия Данте хорошо передала дух игрового прототипа в сценах сражениях с демонами.
Eurogamer положительно оценил комбо Данте в кроссовере Marvel vs Capcom 3. И Eurogamer, и Kotaku раскритиковали «странные» черты лица персонажа в файтинге Marvel vs. Capcom: Infinite. Критикам понравилась идея включить его в Nocturne и Project X Zone. GamesRadar назвал Данте одним из лучших открываемых персонажей в играх; при этом рецензент портала расценил его версию из Viewtiful Joe как «новый скин для главного героя».
Личность Данте в различных играх серии подверглась неоднозначной критике. Журналисты сетовали на отсутствие характерной дерзости персонажа в Devil May Cry 2. По мнению UK Anime Network, протагонист не получил должного развития в манге-приквеле к Devil May Cry 3: образ героя казался отталкивающим, а сам он произносил странные реплики. Большинство фанатов негативно приняло дизайн персонажа в DmC. Камия отметил, что, хотя ему и не хватало старого Данте, новая версия олицетворяла бунтарский дух современной молодёжи; создатель выразил надежду, что поклонники Данте привыкнут к новому воплощению. Дэйв Райли из Anime News Network одобрил эволюцию образа молодого Данте из Devil May Cry 3, оценив его выше, чем персонажа перезапуска. При этом, по мнению критика, при всех своих достоинствах герой Devil May Cry 3 — «типовая подростковая фантазия о крутизне», что, в частности, выражается в непрестанном потоке грубой ругани в адрес противников. Рубен Лэнгдон был также разочарован образом Данте в перезапуске. Рецензенты различных веб-сайтов обвинили фанатов в предвзятости, заявив, что те составили своё мнение исключительно на основе внешности персонажа, тогда как его личность была очень близка к личности классического Данте. Ицуно изменения в образе Данте и концепция игры в целом беспокоили до такой степени, что он думал об уходе из Capcom. По словам Лэнгдона, Ицуно решил остаться в компании, чтобы получить контроль над франшизой.
1UP.com похвалил Ninja Theory за исключение некоторых старых, непривлекательных характеристик Данте, благодаря чему тот стал ближе игрокам. По данным IGN, новая версия героя показалась игрокам интереснее прежней. В то же время обозреватель VideoGamer.com пришёл к выводу, что новому Данте не хватало уникальных черт оригинала. Metro был более категоричен в отношении Данте из DmC, посчитав его сексистом из-за потребительского отношения к женщинам, в основном во вступительных сценах. Рецензент издания написал, что в одной из таких сцен персонаж выглядит «извращенцем».